# Pavel Drobil
Pavel Drobil (* 18. října 1971, Bruntál) je český politik, advokát a podnikatel, letech 2010 až 2013 byl poslancem Parlamentu ČR za Moravskoslezský kraj za ODS a v letech 2010 až 2012 řadový místopředseda Občanské demokratické strany. Od 13. července do prosince 2010 zastával funkci ministra životního prostředí Nečasovy vlády. V současné době se věnuje soukromému podnikání. Se společníkem Jaroslavem Čánkem buduje průmyslovou skupinu Anacot Capital, a.s. na Ostravsku.

## Vzdělání, profese a rodina
Mezi lety 1986–1990 absolvoval gymnázium v Bohumíně. V letech 1990–1995 vystudoval Právnickou fakultu Masarykovy univerzity v Brně. Po promoci do roku 1996 pracoval jako asistent právního oddělení u firmy ARTHUR ANDERSEN & CO, SC. V období 1996–2004 vykonával vlastní advokátní praxi, když v roce 1998 složil advokátské zkoušky. Od roku 1996 funguje jako společník v Advokátní kanceláři Pyšný, Weber & Partneři, v.o.s. v Ostravě. V letech 1996–2004 působil jako jednatel a společník u firmy PASADENA s.r.o. Se společníkem Jaroslavem Čánkem vlastnil Lázně Darkov, které získal již před politickou kariérou. Nyní se oba společníci věnují investování skrze skupinu Anacot Capital. V roce 2016 skupina vlastnila firmy Elfe, V-Nass a Norasotu. Společnost má v plánu vybudovat průmyslovou skupinu, která se soustředí na dodávky pro těžaře ropy, plynu po celém světě.

## Politická kariéra
Byl členem US-DEU. V roce 2000 vstoupil do ODS. V letech 2001–2002 působil jako poradce náměstků na ministerstvu financí. Mezi lety 2001–2009 zasedal v zastupitelstvu města Bohumín.
Od roku 2004 do 2010 byl zastupitelem Moravskoslezského kraje, kde ve volebním období 2004–2008 zastával funkci radního a náměstka hejtmana pro ekonomický rozvoj a evropské struktury. V krajských volbách 2008 opětovně kandidoval ze třetího místa kandidátky a mandát zastupitele obhájil. Spolu se stranickým kolegou Zbyňkem Stanjurou byl velkým kritikem vzniku tzv. "rudo-oranžové" koalice ČSSD a KSČM. V roce 2010 na mandát rezignoval. Od května 2007 do června 2010 také byl předsedou dozorčí rady státního podniku Lesy České republiky.
Krátce před 20. kongresem ODS konaném 21. – 22. listopadu 2009 se jeho jméno objevilo na Markem Dalíkem sestaveném a Lidovým novinám poskytnutém seznamu krajských kmotrů – mocných zákulisních hráčů, s nimiž se rozhodl bojovat tehdejší stranický předseda Mirek Topolánek. Drobil toto označení rezolutně odmítl. V této době byl také vlivnými kruhy označován jako korunní princ ODS a spekulovalo se o něm jako budoucím předsedovi strany.
Ve volbách 2010 kandidoval v Moravskoslezském kraji jako lídr a byl zvolen do dolní komory českého parlamentu s počtem 7 744 preferenčních hlasů. Téhož roku 20. června byl na 21. kongresu Občanské demokratické strany v tajné volbě zvolen řadovým místopředsedou strany. V tomto roce byl dne 13. července také jmenován ministrem životního prostředí ve vládě Petra Nečase, ačkoliv ještě před volbami jako odpovědný garant volebního programu ODS pro konkurenceschopnost preferoval oblast průmyslu. Dne 15. prosince 2010 však v rámci aféry na Státním fondu životního prostředí rezignoval na ministerskou funkci rezignoval. Prezident republiky jej odvolal 21. prosince 2010.
V roce 2010 podle vyjádření Vlado Miluniće, jednoho z členů poroty festivalu Ekofilm, nad kterým má záštitu Drobilem vedené ministerstvo životního prostředí, Drobil porotu zprostředkovaně instruoval, že žádnou z festivalových cen nesmí získat film Auto*Mat Martina Marečka. Pavel Drobil obvinění odmítl, ale Milunić na obvinění trvá.
Jako první člověk získal v jediném roce anticeny Ropák roku a Zelená perla.
Od 2013 není v žádné volené politické funkci. V roce 2017 kandidoval na post předsedy Regionálního sdružení ODS Moravskoslezského kraje, který také v tajné volbě získal a porazil tak svého protikandidáta Marka Špoka.

## Kauza Státního fondu životního prostředí
Dne 14. prosince 2010 Pavel Drobil na zvláštní tiskové konferenci oznámil, že odvolal z funkce ředitele SFŽP Libora Michálka, který předchozího dne podal trestní oznámení kvůli podezření z trestného činu pletichy při zadání veřejné zakázky a při veřejné soutěži, zároveň Drobil poslal na nucenou dovolenou náměstka ředitele SFŽP Dušana Fibingra a s okamžitou platností ukončil poradenskou smlouvu se svým finančním poradcem Martinem Knetigem.
Důvodem těchto opatření bylo podle Drobila vypuknutí personální války ve vedení fondu, při níž se jeho podřízení navzájem nahrávali skrytými mikrofony a pořizovali dokonce nahrávky skrytými mikrofony z jednání s ním samotným. Týž den poté, co zpravodajský portál iDNES.cz zveřejnil jednu z nahrávek, které pořídil Michálek na schůzkách s Knetigem a které předal redaktoru Janku Kroupovi, však byla kauza médii označena za korupční.
Když byl Drobil seznámen redaktory MF DNES s Knetigovými citáty z Michálkových nahrávek, prohlásil: „Pokud se Knetig zbláznil, hrál si na nějakého Jamese Bonda a vykládal takové věci, tak já absolutně nemůžu nést odpovědnost.“ Michálek pak v pořadu ČT Události, komentáře uvedl, že Knetig na schůzkách vznášel požadavky na umístění finančních prostředků v určitých bankách a že uvedl Ivana Langera jako toho, kdo organizuje mimorozpočtové financování ODS. Dále Michálek v tomto pořadu řekl, že rozhovory začal nahrávat poté, co od svého náměstka Fibingra dostal informaci o dohodě mezi ministrem Drobilem a pražskou částí ODS týkající se zakázky čističky odpadních vod v Praze, která byla údajně nadhodnocena o 3 miliardy Kč, z čehož řádově 500 milionů Kč mělo být rozděleno mezi dvě části ODS. Fibinger v pořadu poskytnutí této informace popřel.
Dne 15. prosince 2010 zveřejnil iDNES.cz i třicetisedmiminutový audio záznam pořízený reportéry ze schůzky Michálka s Drobilem, která se uskutečnila v Poslanecké sněmovně 9. prosince 2010. Mimo jiné Drobil tehdy Michálkovi řekl, že je pro něj nepřijatelné, pokud Michálek s Fibingrem nebudou spolupracovat, neboť Fibingra nominovala mocná politická struktura uvnitř ODS a na Michálkovu obavu, že Knetig a Fibinger se pohybují za nějakými mantinely, odvětil, že si neumí představit, aby ho Knetig nutil k věcem, které by zaváněly trestním stíháním.
Pavel Drobil dále v uvedeném odposlechu Michálkovi mimo jiné řekl: "Moje dobrá rada je: Přineste mi to, zničte to a odpřisáhněte mi, že neexistuje nic jiného." Michálkovi navrhl, že ten by pak v takovém případě mohl dělat na ministerstvu náměstka.
Rovněž 15. prosince 2010 oznámil Pavel Drobil svoji rezignaci na post ministra životního prostředí s tím, že premiéra Petra Nečase seznámil se svým rozhodnutím již 13. prosince 2010. Téhož dne se ve svém vystoupení zastal Pavla Drobila premiér Nečas a ČSSD oznámila, že vyvolá hlasování o nedůvěře vlády.
Drobil byl 16. prosince 2010 podat vysvětlení jako svědek u protikorupční policie, která vede trestní řízení v souvislosti s trestním oznámením podaným Liborem Michálkem na neznámého pachatele.
Rakouský občan českého původu Philipp Janýr podal 17. prosince 2010 trestní oznámení na premiéra Nečase, na ministra Drobila a na šéfa úřadu vlády Lubomíra Poula pro podezření ze spáchání trestného činu neoznámení trestného činu, zneužití pravomoci úřední osoby a nepřekažení trestného činu. Policie věc vyšetřovala, následně pak věc odložila. Nejvyšší státní zástupce Pavel Zeman věc znovu otevřel, v červnu 2012 pak byla odložena znovu.
18. prosince vyšel v internetovém deníku Novinky.cz článek "Výsměch boji s korupcí, hodnotí kauzu Drobil politologové," který reaguje na tuto kauzu a postoj některých politiků k ní. Téhož dne se premiéra Nečase i Pavla Drobila zastal prezident ČR Václav Klaus.
Na podkladě této kauzy se konalo 21. prosince 2010 hlasování o nedůvěře vládě, který však vláda díky předchozímu jednání s prezidentem Klausem přežila.
1. ledna 2011 oznámila Renata Vesecká, která k 31. 12. 2010 skončila ve funkci nejvyšší státní zástupkyně, že "její kolegové nezabývají možnými podezřeními, jako je například neoznámení trestného činu či zneužití pravomoci veřejného činitele." Dne 8. ledna 2011 Pavel Drobil oznámil, že se stal "ideovým šéfem" ODS. V rozhovoru pro Rádio Česko 18. ledna 2011 Drobil uvedl, že připravuje se svými právníky kroky a že bude od Libora Michálka žádat velmi zásadní vysvětlení v záležitosti kolem pražské čističky, neboť Michálek napadá a žongluje s informacemi bez jakýchkoli důkazů.
V květnu 2011 uvedl týdeník Respekt, že žalobkyně Jana Hercegová z městského státního zastupitelství nabádala podřízenou obvodní státní zástupkyni pro Prahu 1 Šárku Pokornou, aby se nesnažila vyšetřit podezření z korupce na Státním fondu životního prostředí (SFŽP). Dokument č. 1439 podle Respektu žalobkyni upozorňuje, že vzepřít se tomuto 'doporučení' není možné."
V srpnu 2011 obvinila protikorupční policie bývalého Drobilova poradce Martina Knetiga z nepřímého úplatkařství. Podle serveru lidovky.cz měl Knetig v říjnu 2010 nabízet členovi představenstva Komerční banky sponzoring ODS výměnou za uložení peněz ze Státního fondu životního prostředí v KB. Městský soud v Praze jako odvolací soud v dubnu 2013 potvrdil rozsudek soudu nižší instance, který Knetiga žaloby zprostil. Soud uvedl, že je možné mít pochybnosti, zda jednání obžalovaného bylo standardní a morální a zda se nepokoušel získat peníze pro ODS, že se ale neprokázalo, že se skutku uvedeného v obžalobě dopustil. Nejvyšší státní zastupitelství oznámilo v roce 2013, že kauzu opět otevírat nebude. Od roku 2013 Drobil nepůsobí v žádné volené politické funkci a věnuje se soukromému podnikání.